# Listă de psihologi români
Aceasta este o listă de psihologi români:
- Mihai Aniței [1], profesor universitar doctor și președinte al Colegiului Psihologilor din România[2].
- Ioan Bradu Iamandescu [3]
- Constantin I. Bucur
- Doina Cosman [4]
- Andrei Cosmovici
- Daniel David, profesor de științe cognitive clinice la Universitatea Babeș-Bolyai din Cluj-Napoca, fondatorul Școlii Clujene de Psihologie Clinică, promotor al tratamentelor psihologice validate științific
- Alfred Dumitrescu [5][6][7]
- Alin Gavreliuc
- Leonard Gavriliu
- Eduard Gruber, înființează primul laborator de psihologie, la Iași și deschide primul curs de psihologie experimentală din România.
- Aurora Liiceanu
- Gheorghe Marinescu
- Nicolae Mărgineanu, autorul unei impozante monografii, Psihologia persoanei.
- Ion Mînzat, profesor de psihologie[8][9][10][11]
- Iolanda Mitrofan, profesor de psihoterapie experientiala, creatorul metodei PEU
- Mircea Miclea, profesor de psihologie cognitivă la Universitatea Babeș-Bolyai din Cluj-Napoca, ministru al învățământului
- Irina Holdevici, profesor de psihoterapie cognitiv-comportamentala
- Ion Dafinoiu, profesor la Universitatea Al. I. Cuza din Iași, promotor al hipnozei clinice
- Dan Mihăilescu
- Radu Mihăilescu [12]
- Nicolae Mitrofan, prof. univ. dr., specialist in psihodiagnostic si psihologie judiciara, primul presedinte al Colegiului Psihologilor din Romania.
- Tudorel Butoi, Prof. univ. dr., psiholog criminalist, expert psiholog si autor a numeroase lucrari in domeniul psihologiei judiciare.
- Adrian Neculau
- Edouard Pamfil
- Vasile Pavelcu, profesor la Iași, mentor al psihologiei "distincte".
- Ion Petrovici, elev al lui Titu Maiorescu, unul dintre creatorii școlii românești de psihologie.
- Paul Popescu-Neveanu, autor al unui Dicționar de psihologie
- Aurel Romilă [13][14][15]
- Alexandru Roșca, academician si profesor universitar la Cluj
- Tony Rafailă [16]
- Constantin Rădulescu-Motru, studii asupra spiritualității naționale ("românismului").
- Aurel Romilă [13][14][15]
- Liviu Rusu (literat)
- Ursula Șchiopu
- Florian Ștefănescu-Goangă
- Radu Teodorescu [17]
- Codrin Țapu
- Nicolae Vaschide, directorul adjunct al Laboratorului de Psihologie Patologică, de pe lângă Sorbona.
- Gheorghe Zapan
- Ana Marculis Zătrean [18][19][20][21][22]
- Mielu Zlate, prof. univ. dr., seful Catedrei de Psihologie din Universitatea Bucuresti, autor al unei monumentale opere psihologice